# Piromis eruca
Piromis eruca är en ringmaskart som först beskrevs av Jean Louis René Antoine Édouard Claparède 1870.  Piromis eruca ingår i släktet Piromis och familjen Flabelligeridae. Utöver nominatformen finns också underarten P. e. websteri.